# 德宏团结报
《德宏团结报》是中华人民共和国云南省的一家报刊，直属于中国共产党德宏傣族景颇族自治州委员会，该报也是中共德宏州委的机关报，以汉语、傣那語、载瓦语、景颇语、傈僳语等德宏在地语言出版，该报还拥有自己的新浪微博以及微信公众号。

## 历史
《德宏团结报》创始于1955年，当年其名为《团结报》，以汉语、傣那語、景颇语、傈僳语出版，当时的总部位于云南保山专区行署所在地保山縣（今保山市隆阳区），分为内地版及边疆版两个版本；该报的出版也促成了傣那文的印刷方法由石活字印刷转变为西式鉛字印刷:262；1956年，随着德宏傣族景頗族自治州的创立，该报总部及所属印刷厂迁往州府潞西縣。1969年，德宏州重新与保山专区合并，该报社迁回保山，并更名为《新保山报》，1972年，中共云南省委同意恢复《团结报》，《新保山报》部分资源因此返回德宏复办《团结报》:63-64，1985年，该报出版了载瓦语版本:267，以后还在同州瑞丽市建立了印刷分厂:65。1988年，《团结报》更名为《德宏团结报》。进入21世纪，由于德宏州緬籍人口的不断增加，德宏团结报还于2014年9月推出了免费的《缅文专刊》，供给在当地就业的缅甸人阅读。

## 内容
作为中共德宏州委的机关报，《德宏团结报》也是中共德宏州委、德宏州人民政府向外界表達其觀點與角度的重要工具，主要刊登中共德宏州黨委及德宏州政府工作、德宏州各民族文化、民族地區經濟及文化建設經驗等相關的新聞報導。